# Mathis Haug
Mathis Haug, (Pforzheim, 1976. június 22. –) német folk-, dzsessz-, bluesénekes.

## Pályafutása
Haug hatéves koráig a Fekete erdőben élt. 1982-ben családja elköltözött a dél-franciaországi Ardèche régióba, ahol gyermekkora hátralévő részét töltötte. Első zenei próbálkozásait bárokban és fesztiválokon lépte meg 1990 és 1994 között, főleg a német folkzene és az amerikai blues hatása alatt. Ezután egy időre visszatért Németországba.
1999-ben visszatért Franciaországba, és kezdetben különböző zenészekkel dolgozott, mint például Ted Tunnicliffe, majd 2003-ban megalapította a Mathis and the Mathematics együttest iskolai barátjával és gitárosával, Seamus Taylorral. A Mathis and the Mathematics, első kereskedelmi album a funk, a rhythm'n'blues, az afroamerikai zene és a hatvanas évek analóg effektusaival működik.
Kétéves barcelonai tartózkodása alatt (2002-2004) Mathis a sajtó és a közönség érdeklődésének középpontjába került. A kislemez felkerült a nemzeti listákra, és a Beefeater In-Edit fesztivál hivatalos dala volt. Ez idő alatt Mathis elnyerte a Talent Jazz Awardot a franciaországi Vienne Jazz Fesztiválon, és számos válogatáson szerepelt, például a Blues Beat Sessionson. 2005-ben az 5 megjelent Franciaországban.
2011-ben jelent meg a Playing my Dues című album, amit 2013-ban követett a Distance, a francia blues-rock kiadónál.
Mathis egy ideje producerként is dolgozik, például Pura Fé Sacred Seeds és Oum marokkói énekes „Zarabi” című albumán, amely 2015-ben jelent meg. Szintén 2015-ben gitárosként és énekesként szerepelt Jean-Jacques Milteau „What's that Sound?” című DVD-jén; akivel már együtt dolgozott a „Distance” című albumán.

## Mathis and the Mathematics
- 2005: 5

## Albumok
- 2011: Playing my Dues
- 2013: Distance
- 2015: A Heartful of Live (Live-CD)
- 2017: Wild Country

### Vendégzenészként
- 2009: Emily Loiezau
- 2010: André Manoukian
- 2015: Pura Fé
- 2015: Perrine Mansuy
- 2015: Big Daddy Wilson
- 2015: J. J. Milteau
- 2015: Oum – Zarabi